# Mîleatîci, Pustomîtî
Mîleatîci (în ucraineană Милятичі) este un sat în comuna Jîrivka din raionul Pustomîtî, regiunea Liov, Ucraina.

## Demografie
Componența lingvistică a localității Mîleatîci
     Ucraineană (100%)
Conform recensământului din 2001, toată populația localității Mîleatîci era vorbitoare de ucraineană (100%).